# اچ‌دی ۸۰۲۳۰
اچ‌دی ۸۰۲۳۰ یک ستاره است که در صورت فلکی شاه‌تخته قرار دارد.